# Crucero de Tepintepec
Crucero de Tepintepec är en ort i Mexiko.   Den ligger i kommunen Tecoanapa och delstaten Guerrero, i den södra delen av landet, 270 km söder om huvudstaden Mexico City. Crucero de Tepintepec ligger 406 meter över havet och antalet invånare är 180.
Terrängen runt Crucero de Tepintepec är huvudsakligen kuperad, men åt sydost är den platt. Runt Crucero de Tepintepec är det ganska tätbefolkat, med 65 invånare per kvadratkilometer. Närmaste större samhälle är Ayutla de los Libres, 16,6 km öster om Crucero de Tepintepec. Omgivningarna runt Crucero de Tepintepec är en mosaik av jordbruksmark och naturlig växtlighet.